# Liste der Bodendenkmäler in Rottenburg an der Laaber
Auf dieser Seite sind die Bodendenkmäler in der niederbayerischen Stadt Rottenburg an der Laaber zusammengestellt. Diese Tabelle ist eine Teilliste der Liste der Bodendenkmäler in Bayern. Grundlage ist die Bayerische Denkmalliste, die auf Basis des Bayerischen Denkmalschutzgesetzes vom 1. Oktober 1973 erstmals erstellt wurde und seither durch das Bayerische Landesamt für Denkmalpflege geführt wird. Die folgenden Angaben ersetzen nicht die rechtsverbindliche Auskunft der Denkmalschutzbehörde.

## Bodendenkmäler der Gemeinde Rottenburg an der Laaber

### Bodendenkmäler in der Gemarkung Andermannsdorf
| Lage                      | Objekt | Akten-Nr.     | Bild |
| ------------------------- | --- | ------------- | ---- |
| Andermannsdorf (Standort) | Siedlung vor- und frühgeschichtlicher Zeitstellung. | D-2-7238-0090 |      |
| Andermannsdorf (Standort) | Untertägige mittelalterliche und frühneuzeitliche Befunde im Bereich der abgegangenen Katholischen Kirche St. Stephan in Allgramsdorf, darunter eventuell Spuren von Vorgängerbauten bzw. älterer Bauphasen und abgebrochener Gebäudeteile. Siehe auch: St. Stephan (Allgramsdorf) | D-2-7238-0192 |      |
| Andermannsdorf (Standort) | Untertägige mittelalterliche und frühneuzeitliche Befunde im Bereich des abgegangenen Schlosses und des mittelalterlichen Turmhügels von Rahstorf. | D-2-7338-0108 |      |

### Bodendenkmäler in der Gemarkung Hebramsdorf
| Lage                   | Objekt | Akten-Nr.     | Bild |
| ---------------------- | --- | ------------- | ---- |
| Hebramsdorf (Standort) | Siedlung vor- und frühgeschichtlicher Zeitstellung. | D-2-7238-0091 |      |
| Hebramsdorf (Standort) | Siedlung vor- und frühgeschichtlicher Zeitstellung. | D-2-7238-0092 |      |
| Hebramsdorf (Standort) | Siedlung vor- und frühgeschichtlicher Zeitstellung. | D-2-7238-0093 |      |
| Hebramsdorf (Standort) | Siedlung und lineare Strukturen vor- und frühgeschichtlicher Zeitstellung. | D-2-7238-0095 |      |
| Hebramsdorf (Standort) | Grabhügel vorgeschichtlicher Zeitstellung. | D-2-7238-0165 |      |
| Hebramsdorf (Standort) | Abschnittsbefestigung vorgeschichtlicher Zeitstellung. | D-2-7238-0167 |      |
| Hebramsdorf (Standort) | Untertägige mittelalterliche und frühneuzeitliche Befunde im Bereich der Katholischen Pfarrkirche Mariä Reinigung in Inkofen mit zugehörigem Friedhof, darunter die Spuren von Vorgängerbauten bzw. älterer Bauphasen. Siehe auch: Mariä Lichtmess (Inkofen) | D-2-7238-0188 |      |

### Bodendenkmäler in der Gemarkung Niedereulenbach
| Lage                       | Objekt | Akten-Nr.     | Bild |
| -------------------------- | --- | ------------- | ---- |
| Niedereulenbach (Standort) | Verebnete Grabenwerke vorgeschichtlicher Zeitstellung, Siedlung des Neolithikums, unter anderem der Linear- und Stichbandkeramik sowie der Gruppe Oberlauterbach, der Münchshöfener und der Altheimer Gruppe, sowie allgemein der Metallzeiten.            | D-2-7238-0098 |      |
| Niedereulenbach (Standort) | Siedlung vor- und frühgeschichtlicher Zeitstellung. | D-2-7238-0099 |      |
| Niedereulenbach (Standort) | Siedlung vor- und frühgeschichtlicher Zeitstellung. | D-2-7238-0100 |      |
| Niedereulenbach (Standort) | Siedlung vor- und frühgeschichtlicher Zeitstellung. | D-2-7238-0101 |      |
| Niedereulenbach (Standort) | Siedlung vor- und frühgeschichtlicher Zeitstellung. | D-2-7238-0102 |      |
| Niedereulenbach (Standort) | Untertägige mittelalterliche und frühneuzeitliche Befunde im Bereich der Katholischen Kirche St. Petrus und Paulus in Niedereulenbach, darunter die Spuren von Vorgängerbauten bzw. älterer Bauphasen. Siehe auch: St. Petrus und Paulus (Niedereulenbach) | D-2-7238-0172 |      |

### Bodendenkmäler in der Gemarkung Niederhatzkofen
| Lage                       | Objekt | Akten-Nr.     | Bild |
| -------------------------- | --- | ------------- | ---- |
| Niederhatzkofen (Standort) | Verebnete vorgeschichtliche Grabhügel bzw. Siedlung vor- und frühgeschichtlicher Zeitstellung. | D-2-7237-0130 |      |
| Niederhatzkofen (Standort) | Verebneter Burgstall des Mittelalters. | D-2-7337-0051 |      |
| Niederhatzkofen (Standort) | Siedlung vor- und frühgeschichtlicher Zeitstellung. | D-2-7337-0052 |      |
| Niederhatzkofen (Standort) | Frühmittelalterliche Abschnittsbefestigung. | D-2-7338-0109 |      |
| Niederhatzkofen (Standort) | Verebnete vorgeschichtliche Grabhügel bzw. Siedlung vor- und frühgeschichtlicher Zeitstellung. | D-2-7338-0132 |      |
| Niederhatzkofen (Standort) | Untertägige mittelalterliche und frühneuzeitliche Befunde im Bereich der Katholischen Kirche St. Michael in Ramersdorf, darunter eventuell Spuren von Vorgängerbauten bzw. älterer Bauphasen. Siehe auch: St. Michael (Ramersdorf)                                                                                 | D-2-7338-0150 |      |
| Niederhatzkofen (Standort) | Untertägige mittelalterliche und frühneuzeitliche Befunde im Bereich des Schlosses von Niederhatzkofen mit ehemaligem Wassergraben, Wirtschaftsgebäuden und Gartenanlagen. Siehe auch: Schloss Niederhatzkofen | D-2-7338-0154 |      |
| Niederhatzkofen (Standort) | Untertägige mittelalterliche und frühneuzeitliche Befunde im Bereich der Katholischen Kirche St. Margaretha in Niederhatzkofen mit zugehörigem ehemalige Friedhof, darunter die Spuren von Vorgängerbauten bzw. älterer Bauphasen. Siehe auch: St. Margaretha (Niederhatzkofen)                                    | D-2-7338-0155 |      |
| Niederhatzkofen (Standort) | Untertägige mittelalterliche und frühneuzeitliche Befunde im Bereich der Katholischen Pfarrkirche Mariä Himmelfahrt in Oberhatzkofen mit zugehörigem Friedhof mit spätgotischer Verteidigungsanlage, darunter die Spuren von Vorgängerbauten bzw. älterer Bauphasen. Siehe auch: Mariä Himmelfahrt (Oberhatzkofen) | D-2-7338-0157 |      |

### Bodendenkmäler in der Gemarkung Niederroning
| Lage                    | Objekt | Akten-Nr.     | Bild |
| ----------------------- | --- | ------------- | ---- |
| Niederroning (Standort) | Grabhügel vorgeschichtlicher Zeitstellung. | D-2-7238-0077 |      |
| Niederroning (Standort) | Grabhügel vorgeschichtlicher Zeitstellung. | D-2-7238-0105 |      |
| Niederroning (Standort) | Grabhügel vorgeschichtlicher Zeitstellung. | D-2-7238-0106 |      |
| Niederroning (Standort) | Mittelalterlicher Burgstall Venetsberg. Siehe auch: Burgstall Oberroning | D-2-7238-0107 |      |
| Niederroning (Standort) | Grabhügel vorgeschichtlicher Zeitstellung. | D-2-7238-0109 |      |
| Niederroning (Standort) | Siedlung vor- und frühgeschichtlicher Zeitstellung. | D-2-7238-0110 |      |
| Niederroning (Standort) | Siedlung vor- und frühgeschichtlicher Zeitstellung. | D-2-7238-0111 |      |
| Niederroning (Standort) | Siedlung vor- und frühgeschichtlicher Zeitstellung. | D-2-7238-0155 |      |
| Niederroning (Standort) | Untertägige mittelalterliche und frühneuzeitliche Befunde im Bereich der Katholischen Kirche Mariä Himmelfahrt in Oberroning, darunter die Spuren von Vorgängerbauten bzw. älterer Bauphasen. Siehe auch: Mariä Himmelfahrt (Oberroning) | D-2-7238-0160 |      |
| Niederroning (Standort) | Turmhügel des Mittelalters. | D-2-7238-0161 |      |
| Niederroning (Standort) | Untertägige mittelalterliche und frühneuzeitliche Befunde im Bereich der Katholischen Kirche St. Ursula in Niederroning, darunter eventuell Spuren von Vorgängerbauten bzw. älterer Bauphasen. Siehe auch: St. Ursula (Niederroning)     | D-2-7238-0181 |      |

### Bodendenkmäler in der Gemarkung Obereulenbach
| Lage                     | Objekt                                     | Akten-Nr.     | Bild |
| ------------------------ | ------------------------------------------ | ------------- | ---- |
| Obereulenbach (Standort) | Grabhügel vorgeschichtlicher Zeitstellung. | D-2-7237-0044 |      |

### Bodendenkmäler in der Gemarkung Oberlauterbach
| Lage                      | Objekt | Akten-Nr.     | Bild |
| ------------------------- | --- | ------------- | ---- |
| Oberlauterbach (Standort) | Siedlung vor- und frühgeschichtlicher Zeitstellung. | D-2-7237-0131 |      |
| Oberlauterbach (Standort) | Untertägige mittelalterliche und frühneuzeitliche Befunde im Bereich der Katholischen Kirche St. Stephan in Unterbuch, darunter eventuell Spuren von Vorgängerbauten bzw. älterer Bauphasen. Siehe auch: St. Stephan (Unterbuch)                                              | D-2-7237-0211 |      |
| Oberlauterbach (Standort) | Untertägige mittelalterliche und frühneuzeitliche Befunde im Bereich der Katholischen Kirche St. Peter und Paul in Unterlauterbach mit zugehörigem Friedhof, darunter die Spuren von Vorgängerbauten bzw. älterer Bauphasen. Siehe auch: St. Peter und Paul (Unterlauterbach) | D-2-7237-0213 |      |

### Bodendenkmäler in der Gemarkung Oberotterbach
| Lage                     | Objekt | Akten-Nr.     | Bild |
| ------------------------ | --- | ------------- | ---- |
| Oberotterbach (Standort) | Grabhügel vorgeschichtlicher Zeitstellung, unter anderem der mittleren Bronzezeit. | D-2-7238-0116 |      |
| Oberotterbach (Standort) | Siedlung vor- und frühgeschichtlicher Zeitstellung. | D-2-7238-0117 |      |
| Oberotterbach (Standort) | Siedlung vor- und frühgeschichtlicher Zeitstellung. | D-2-7238-0119 |      |
| Oberotterbach (Standort) | Siedlung vor- und frühgeschichtlicher Zeitstellung. | D-2-7238-0120 |      |
| Oberotterbach (Standort) | Untertägige mittelalterliche und frühneuzeitliche Befunde im Bereich der Katholischen Kirche St. Jakobus d. Ältere in Unterotterbach, darunter eventuell Spuren von Vorgängerbauten bzw. älterer Bauphasen. Siehe auch: St. Jakobus (Unterotterbach)               | D-2-7238-0186 |      |
| Oberotterbach (Standort) | Untertägige mittelalterliche und frühneuzeitliche Befunde im Bereich der Katholischen Kirche St. Johannes d. Täufer in Stein mit zugehörigem Friedhof, darunter die Spuren von Vorgängerbauten bzw. älterer Bauphasen. Siehe auch: St. Johannes der Täufer (Stein) | D-2-7238-0190 |      |
| Oberotterbach (Standort) | Untertägige mittelalterliche und frühneuzeitliche Befunde im Bereich der Katholischen Wallfahrtskirche St. Leonhard in Oberotterbach. Siehe auch: St. Leonhard (Oberotterbach)                                                                                     | D-2-7338-0147 |      |
| Oberotterbach (Standort) | Untertägige mittelalterliche und frühneuzeitliche Befunde im Bereich der Katholischen Kirche St. Thomas in Thomaszell mit zugehörigem Friedhof, darunter die Spuren von Vorgängerbauten bzw. älterer Bauphasen. Siehe auch: St. Thomas (Thomaszell)                | D-2-7338-0152 |      |

### Bodendenkmäler in der Gemarkung Pattendorf
| Lage                  | Objekt | Akten-Nr.     | Bild |
| --------------------- | --- | ------------- | ---- |
| Pattendorf (Standort) | Weitgehend verebnete Viereckschanze der späten Latènezeit. | D-2-7238-0123 |      |
| Pattendorf (Standort) | Abschnittsbefestigung des Frühmittelalters. | D-2-7238-0124 |      |
| Pattendorf (Standort) | Siedlung des Neolithikums, unter anderem der Linearbandkeramik und des Spätneolithikums, sowie der Metallzeiten. | D-2-7238-0125 |      |
| Pattendorf (Standort) | Verebneter Kreisgraben vor- und frühgeschichtlicher Zeitstellung. | D-2-7238-0126 |      |
| Pattendorf (Standort) | Siedlung vor- und frühgeschichtlicher Zeitstellung. | D-2-7238-0128 |      |
| Pattendorf (Standort) | Siedlung vor- und frühgeschichtlicher Zeitstellung. | D-2-7238-0129 |      |
| Pattendorf (Standort) | Verebnetes viereckiges Grabenwerk vor- und frühgeschichtlicher Zeitstellung. | D-2-7238-0130 |      |
| Pattendorf (Standort) | Verebnetes viereckiges Grabenwerk vor- und frühgeschichtlicher Zeitstellung, wohl Viereckschanze der späten Latènezeit. | D-2-7238-0131 |      |
| Pattendorf (Standort) | Siedlung und verebnetes viereckiges Grabenwerk vor- und frühgeschichtlicher Zeitstellung. | D-2-7238-0132 |      |
| Pattendorf (Standort) | Siedlung vor- und frühgeschichtlicher Zeitstellung. | D-2-7238-0133 |      |
| Pattendorf (Standort) | Siedlung vor- und frühgeschichtlicher Zeitstellung. | D-2-7238-0134 |      |
| Pattendorf (Standort) | Verebnete Grabhügel vorgeschichtlicher Zeitstellung. | D-2-7238-0135 |      |
| Pattendorf (Standort) | Siedlung vor- und frühgeschichtlicher Zeitstellung. | D-2-7238-0136 |      |
| Pattendorf (Standort) | Siedlung vor- und frühgeschichtlicher Zeitstellung. | D-2-7238-0137 |      |
| Pattendorf (Standort) | Verebnete vorgeschichtliche Grabhügel bzw. Siedlung vor- und frühgeschichtlicher Zeitstellung. | D-2-7238-0140 |      |
| Pattendorf (Standort) | Siedlung vor- und frühgeschichtlicher Zeitstellung. | D-2-7238-0143 |      |
| Pattendorf (Standort) | Siedlung des Neolithikums, der Bronzezeit und der Urnenfelderzeit. | D-2-7238-0149 |      |
| Pattendorf (Standort) | Untertägige mittelalterliche und frühneuzeitliche Befunde im Bereich der Katholischen Kirche St. Martin in Högldorf, darunter die Spuren von Vorgängerbauten bzw. älterer Bauphasen. Siehe auch: St. Martin (Högldorf)         | D-2-7238-0170 |      |
| Pattendorf (Standort) | Untertägige mittelalterliche und frühneuzeitliche Befunde im Bereich der Katholischen Kirche St. Nikolaus in Schaltdorf, darunter die Spuren von Vorgängerbauten bzw. älterer Bauphasen. Siehe auch: St. Nikolaus (Schaltdorf) | D-2-7238-0174 |      |
| Pattendorf (Standort) | Untertägige mittelalterliche und frühneuzeitliche Befunde im Bereich der Katholischen Kirche St. Walburga in Pattendorf, darunter die Spuren von Vorgängerbauten bzw. älterer Bauphasen. Siehe auch: St. Walburga (Pattendorf) | D-2-7238-0176 |      |
| Pattendorf (Standort) | Untertägige mittelalterliche und frühneuzeitliche Befunde im Bereich des Spitals mit ehemalige Spitalkapelle St. Maria und Elisabeth in Pattendorf, darunter die Spuren von Vorgängerbauten bzw. älterer Bauphasen.            | D-2-7238-0178 |      |
| Pattendorf (Standort) | Untertägige mittelalterliche und frühneuzeitliche Befunde im Bereich der Katholischen Kirche St. Petrus in Münster, darunter die Spuren von Vorgängerbauten bzw. älterer Bauphasen. Siehe auch: St. Peter (Münster)            | D-2-7238-0179 |      |

### Bodendenkmäler in der Gemarkung Rottenburg a.d.Laaber
| Lage                             | Objekt | Akten-Nr.     | Bild |
| -------------------------------- | --- | ------------- | ---- |
| Rottenburg a.d.Laaber (Standort) | Siedlung und verebneter Kreisgraben vor- und frühgeschichtlicher Zeitstellung. | D-2-7238-0147 |      |
| Rottenburg a.d.Laaber (Standort) | Siedlung der römischen Kaiserzeit. | D-2-7238-0168 |      |
| Rottenburg a.d.Laaber (Standort) | Untertägige mittelalterliche und frühneuzeitliche Befunde im Bereich der Katholischen Kirche St. Ulrich in Gisseltshausen mit zugehörigem Friedhof und Allerseelenkapelle, darunter Spuren von Vorgängerbauten bzw. älterer Bauphasen. Siehe auch: St. Ulrich (Gisseltshausen) | D-2-7238-0183 |      |
| Rottenburg a.d.Laaber (Standort) | Untertägige mittelalterliche und frühneuzeitliche Befunde und im Bereich des Schlosses von Gisseltshausen mit abgegangenen Wirtschaftsgebäuden und Gartenanlagen. Siehe auch: Schloss Gisseltshausen                                                                           | D-2-7238-0184 |      |
| Rottenburg a.d.Laaber (Standort) | Untertägige mittelalterliche und frühneuzeitliche Befunde im Bereich der Katholischen Pfarrkirche St. Georg in Rottenburg mit zugehörigem Friedhof, darunter die Spuren von Vorgängerbauten bzw. älterer Bauphasen. Siehe auch: St. Georg (Rottenburg an der Laaber)           | D-2-7238-0196 |      |
| Rottenburg a.d.Laaber (Standort) | Untertägige mittelalterliche und frühneuzeitliche Befunde im Bereich der historischen Marktsiedlung von Rottenburg a.d. Laaber. | D-2-7238-0197 |      |
| Rottenburg a.d.Laaber (Standort) | Untertägige mittelalterliche und frühneuzeitliche Befunde im Bereich des Burgstalls mit abgegangenem Schloss von Rottenburg a.d. Laaber. Siehe auch: Burgstall Rottenburg | D-2-7238-0198 |      |
| Rottenburg a.d.Laaber (Standort) | Untertägige Befunde im Bereich des abgegangenen Unteren Tores der mittelalterlichen Marktbefestigung von Rottenburg a.d. Laaber, darunter Spuren von Vorgängerbauten bzw. älteren Bauphasen und abgebrochenen Gebäudeteilen.                                                   | D-2-7238-0199 |      |
| Rottenburg a.d.Laaber (Standort) | Untertägige Befunde im Bereich des abgegangenen Oberen Tores der mittelalterlichen Marktbefestigung von Rottenburg a.d. Laaber, darunter Spuren von Vorgängerbauten bzw. älteren Bauphasen und abgebrochenen Gebäudeteilen.                                                    | D-2-7238-0200 |      |
| Rottenburg a.d.Laaber (Standort) | Neuzeitlicher Bestattungsplatz (Pestfriedhof). | D-2-7238-0262 |      |